# Americardia biangulata
Americardia biangulata (лат.) — вид морских двустворчатых моллюсков из семейства сердцевидок.
Обитает в восточной части Тихого океана. Бентосное животное. В природе является жертвой осьминога Octopus bimaculatus. Охранный статус вида не оценён, он безвреден для человека, не является объектом промысла.